# Ricreazione: Un nuovo inizio
Ricreazione: Un nuovo inizio (Recess: Taking the Fifth Grade) è un film d'animazione direct-to-video del 2003 diretto da Howy Parkins. Il film è un sequel di Ricreazione - La scuola è finita e si divide in tre episodi.

## Trama

### T.J. Detweiler contro il consiglio scolastico
La gang di Recess inizia la quinta elementare ed iniziano le disavventure. Ms. Finster è il loro professore, al posto di Mrs. Milkie. Inoltre il cortile di ricreazione è stato chiuso, oltre ad altre decisioni restrittive prese dal consiglio scolastico. Per rispondere a queste atrocità,  T.J. si reca del Preside Prickly, che gli dice che, anche se pure lui è contrario a questi cambiamenti, non può far nulla al riguardo.
Il consiglio scolastico invia Mr. White e minaccia T.J., che si è messo in sciopero in camera sua. Quando Mr. White entra da lui, T.J. fugge sul tetto, dal quale rischia di cadere se non fosse per l'intervento di Prickly. Alla fine il consiglio scolastico cede (ammettendo anche che ognuno di loro individualmente aveva disapprovato questi cambiamenti, ma che ognuno di loro aveva votato sì unicamente perché credeva che anche gli altri fossero d'accordo e non volevano guai), votando per rilassare il regolamento della scuola.

### Il club della seconda e prima media
La gang viene introdotta al Club della quinta elementare e prima media. T.J., Spinelli, Gretchen e Vince si stufano degli scherzi fatti agli altri più piccoli e portano dentro Tubby e Hector della prima media. Freddy (il nuovo Re del parco giochi) li espelle dal club, ma loro sono contenti di essere tornati alla loro vita precedente.

### Halloween
Spinelli e i suoi genitori sono in un campo di zucche per Halloween. Lawson e la sua gang sono anch'essi nel campo, dicendole che è troppo vecchia per fare Halloween. Spinelli si fa influenzare e chiede ai suoi di andar via, ma questi vogliono fotografarla su una zucca gigante, come quand'era piccola. La zucca però cede sotto al peso di Spinelli, nell'ilarità generale.
Halloween arriva e Spinelli rimane a casa a vedere un film mentre i suoi sono via. Diggers bussa alla porta, ma lei gli dice di non voler festeggiare Halloween. Quando passa però un gruppo di bambini, lei li spaventa indossando una maschera. Siccome la cosa la diverte, dice al gruppo di bambini seguente di mettere ketchup sui loro vestiti per dar più spavento. Il prossimo a bussare alla porta è un lupo mannaro che spaventa Spinelli a morte. Ma il lupo non è altro che Miss Finster che le assicura che non si è mai troppo vecchi per Halloween.
Nel frattempo,  T.J. e la gang sono in giro a fare "dolcetto o scherzetto" quando scoprono che qualcuno sta dando caramelle senza zucchero. La loro delusione termina quando Spinelli interviene, conducendoli in una casa che -pare- sia abitata da vampiri.

## Doppiaggio
| Personaggio         | Doppiatore originale  | Doppiatore italiano |
| ------------------- | --------------------- | ------------------- |
| T.J. Detweiler      | Myles Jeffrey         | Paola Majano        |
| Mikey Blumberg      | Jason Davis           | Gabriele Patriarca  |
| Ashley Spinelli     | Pamela Segall         | Domitilla D'Amico   |
| Vince LaSalle       | Rickey D'Shon Collins | Monica Ward         |
| Gus Patton Griswald | Courtland Mead        | Marinella Montanari |
| Gretchen Grundler   | Ashley Johnson        | Gilberta Crispino   |
| Signorina Finster   | April Winchell        | Paola Tedesco       |
| Preside Prickly     | Dabney Coleman        | Vittorio Battarra   |
| Ashley Quinlin      | Rachel Crane          | Emanuela D'Amico    |
| Randall             | Ryan O'Donohue        | Simone Crisari      |
| Bob Spinelli        | Sam McMurray          | Manfredi Aliquò     |